# Tori põrgu
Tori põrgu este o arie protejată (arie specială de conservare — SAC, sit de importanță comunitară — SCI) din Estonia întinsă pe o suprafață de 2,1 ha, integral pe uscat.

## Localizare
Centrul sitului Tori põrgu este situat la coordonatele 58°29′00″N 24°49′05″E / 58.4834°N 24.818°E.

## Înființare
Situl Tori põrgu a fost declarat sit de importanță comunitară în aprilie 2004 pentru a proteja un număr necunoscut de specii din flora spontană și fauna sălbatică aflate în arealul zonei. Situl a fost protejat și ca arie specială de conservare în august 2004.

## Biodiversitate
Situată în ecoregiunea boreală, aria protejată conține 3 habitate naturale: Izvoare fino-scandinave și mlaștini produse de izvoare bogate în minerale, Pante stâncoase silicioase cu vegetație casmofită, Peșteri inaccesibile publicului.
La baza desemnării sitului se află un număr nedeclarat de specii protejate.